# Hydromagnesi isocyanide
Hydromagnesi isocyanide, công thức hoá học là HMgNC, công thức cấu tạo là {\displaystyle {\ce {H-Mg\equiv N+-C-}}}, là một trong những phân tử được phát hiện là có trong môi trường liên sao. Năm 2013, Cabezas et al. đã báo cáo việc phát hiện ra hydomagnesi isocyanide cả trong phòng thí nghiệm và trên sao giàu carbon IRC+10216 (CW Leonis). Các quan sát được thực hiện với kính thiên văn IRAM 30m trên Pico Veleta ở Tây Ban Nha. Việc phát hiện vẫn chưa được xác nhận hoặc bổ sung với các quan sát đối với các nguồn khác hoặc với sự thay thế đồng vị. HMgNC được tạo ra trong phòng thí nghiệm bằng cách đốt cháy thanh Mg bằng tia laze trong ethyl cyanide rất loãng.

## Xen thêm
- Hydro cyanide
- Cyanogen
- Magnesi hydride